# The Next Right Moment
The Next Right Moment è il secondo singolo del musicista statunitense Ric Ocasek, tratto dall'album Troublizing del 1997.

## Tracce
Testi e musiche di Ric Ocasek.
CD singolo promo USA
1. The Next Right Moment (Edit) – 4:04
2. The Next Right Moment (Album version) – 4:21

## Video
Il video musicale del brano, a colori e in bianco e nero, mostra Ric seduto su una sedia da regista che appare in varie situazioni, spesso vicino ai componenti della band che ha inciso l'album intenti a suonare la loro parte. A comparire più spesso sono l'ex collega dei The Cars, il tastierista Greg Hawkes e la bassista Melissa Auf der Maur.

## Formazione
Hanno partecipato alle registrazioni:
- Ric Ocasek – voce, chitarra
- Billy Corgan – chitarra
- Brian Baker – chitarra
- Greg Hawkes - tastiere
- Melissa Auf der Maur - basso, cori
- Ira Elliot – batteria